# Megadeth
Megadeth är ett amerikanskt metalband bildat 1983. Bandet har sålt mer än 50 miljoner skivor, och är således en av de mest framgångsrika musikgrupperna inom thrash metal. Bandets frontfigur, grundare, låtskrivare och enda ständige medlem är Dave Mustaine. Dess maskot, som figurerar på de flesta skivomslag, heter Vic Rattlehead.
Megadeth utgav sitt första album 1985 och var en pionjär inom den amerikanska scenen för thrash metal. Ett hinder för framgången var dock Mustaines drogproblem och, som en följd, att bandmedlemmarna kom och gick. En nykter Mustaine och en ny banduppställning kunde i slutet av 1980-talet och början av 1990-talet skapa Megadeths mest framgångsrika album som också blev riktiga klassiker. Under 1990-talet fortsatte bandet att vara aktivt och övergick stundtals till lättare former av heavy metal. År 2002, efter nio släppta album, upplöstes Megadeth till följd av en skada som Mustaine ansåg sig lida av, men återförenades igen 2004, och utgav före decennieskiftet ytterligare tre album som musikaliskt låg närmare bandets rötter i thrash metal. Därefter har bandet släppt ytterligare fyra studioalbum, det senaste 2022, vilket innebär att bandet genom åren totalt har släppt 16 studioalbum.
Megadeth räknas till The Big Four of Thrash tillsammans med Metallica, Slayer och Anthrax. Megadeth utmärkte sig tidigt genom att satsa på teknisk färdighet, bland annat avancerade gitarrsolon, och högt tempo (varför många av bandets album klassas som speed metal). Karaktäristiskt är även Mustaines arga sång och nihilistiska texter.

## Historia

### De tidiga åren

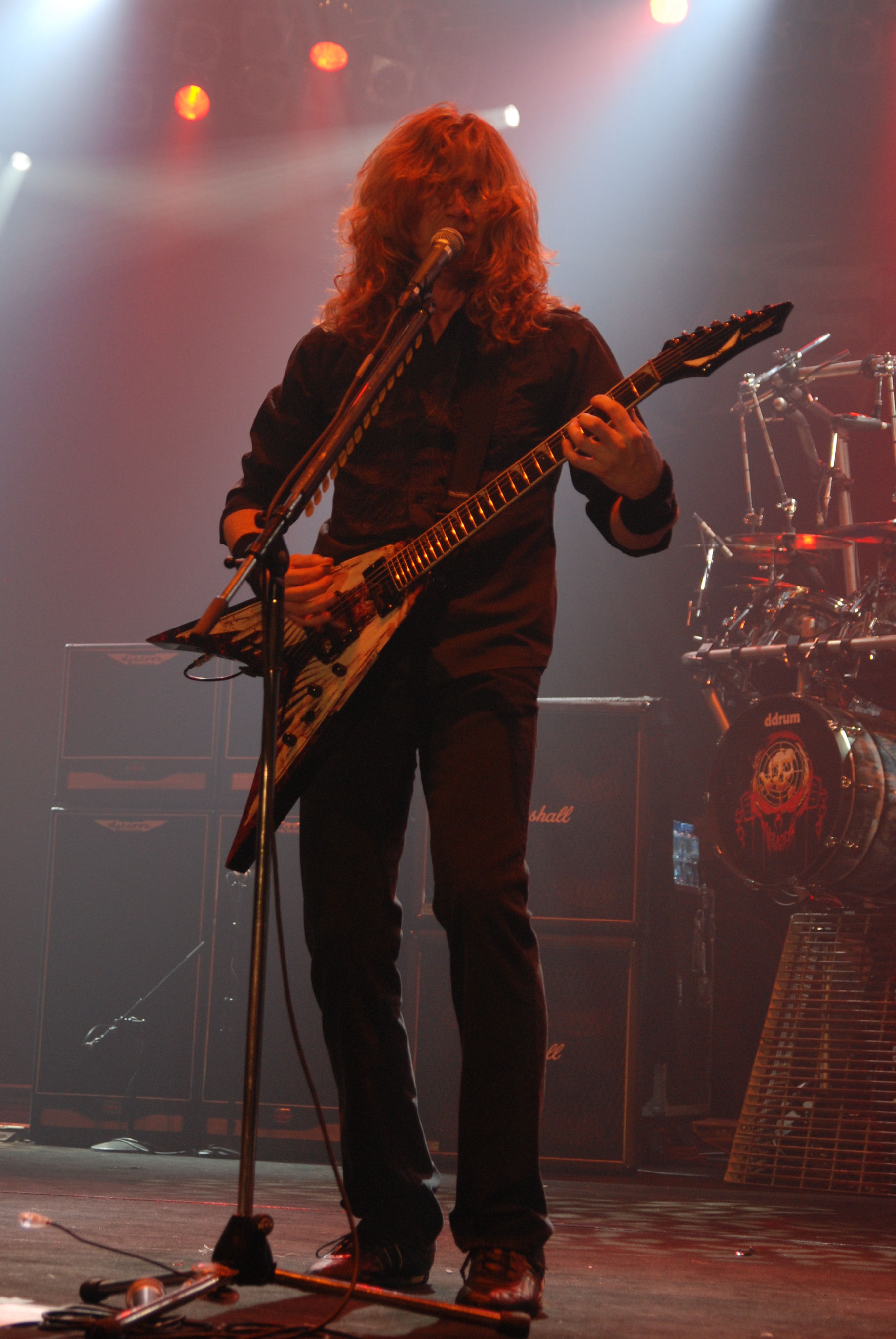
Dave Mustaine grundade Megadeth då han sparkades från Metallica.

År 1983 sparkades sologitarristen Dave Mustaine från bandet Metallica, enligt bandet på grund av hans alkoholproblem och interna konflikter, något Mustaine senare erkänt. Efter bara några månader bildade han Megadeth tillsammans med gitarristen Greg Handevidt och basisten David Ellefson. Mustaine ville skapa snabbare och intensivare musik än Metallica och blev bandets sångare och huvudansvarige låtskrivare såväl som gitarrist. Kort därefter tillkom trummisen Lee Rausch och den temporäre gitarristen Kerry King (från Slayer), efter att Handevidt lämnat bandet. 1984 gav bandet ut en demo med tre låtar, bland annat den kända The Skull Beneath The Skin som handlar om hur Vic Rattlehead kom till. Senare samma år blev Rausch utbytt mot Gar Samuelson, och Chris Poland tog över gitarren från King. Både Poland och Samuelson var ursprungligen jazzmusiker.
Hösten 1984 blev bandet kontrakterade av Combat Records, och i maj 1985 släppte de sitt första album, Killing Is My Business... And Business Is Good!. Bandet fick ett gage på 8 000 dollar för inspelning och produktion, men spenderade halva summan på droger, vilket resulterade i en inspelning som lämnade mycket att önska i termer av ljudkvalitet. Trots den relativt svaga produktionen blev Megadeths debut väl mottagen som ett album med blandade delar av thrash/speed metal, jazz och punkrock. Albumet innehöll också den första av Megadeths många covers, These boots, som ursprungligen framfördes av Nancy Sinatra. Låten togs bort från alla upplagor utgivna efter 1995, eftersom dess upphovsrättsliga ägare Lee Hazlewood ansåg att Mustaines ändringar i texten var stötande. När en ny version av albumet gavs ut 2002 fanns låten med, men delar av sången, t.ex. svärord var ersatta med ett pipande ljud. Eftersom Hazlewood hade erhållit royalty-betalningar i tio år innan han ville att låten skulle tas bort, var Mustaine mycket kritiskt inställd till hans beslut.
Megadeths andra album, Peace Sells... But Who's Buying?, var färdiginspelat redan i mars 1986, återigen med en låg budget. Bandet nöjde sig inte med slutresultatet utan skrev ett nytt kontrakt med Capitol Records. Det nya skivbolaget anställde Paul Lani som mixade om albumet som gavs ut i november 1986. Då albumet hade en bättre produktion och ett mer sofistikerat låtskrivande än debutalbumet, blev det en stor kommersiell succé. Titelspåret Peace Sells spelades till och med flitigt på MTV. Albumet lovordas fortfarande av kritiker som anser det vara ett genombrott inom thrash metal och kanske också bandets bästa. På albumets omslag figurerar Vic Rattlehead så som han kom att se ut ända fram till år 2007.
Megadeth ansågs nu vara en av de fyra stora aktörerna inom genren thrash metal. 1987 kunde bandet ge sig ut på stora turnéer som huvudattraktion, med stöd av bland andra Overkill och Necros. Konflikterna inom bandet tog dock vid och i samband med en turné i Hawaii blev Gar Samuelson och Chris Poland sparkade. Ersättare blev trummisen Chuck Behler och gitarristen Jeff Young.
I mars 1988 gav den nya banduppställningen ut sitt tredje album, So Far, So Good... So What!. Albumet hade spelats in under fem månader, hos ett stort skivbolag och med producenten Paul Lani, och hade alltså alla förutsättningar att bli en succé. Inspelningen präglades dock av Mustaines drogmissbruk och konflikter med Lani, som fick avgå som producent. Albumet misslyckades totalt med att förvalta succén från Peace Sells... och fansen gillade endast ett fåtal sånger såsom In My Darkest Hour (som var tillägnad Metallicas avlidne basist Cliff Burton) och Set The World Afire. En cover av Sex Pistols Anarchy In The UK på albumet var särskilt utpekad och var sedd som en symbol för albumets flopp. Dave Mustaine sjöng inte texten rätt och erkände senare att han hade hört vissa stycken fel.

### De stora framgångarna
Banduppställningen som spelade in So Far, So Good... So What! blev kortlivad, eftersom Young och Behler blev sparkade 1989 och ersatta av Nick Menza respektive  Marty Friedman. Den nya bandsättningen kom att bli den mest stabila och framgångsrika i Megadeths karriär och, tillsammans med inspelning av fyra kritikerrosade album, gav den Megadeth ett rykte om att vara ett band som inte bara kunde spela metal utan också skapa kommersiellt gångbar musik. Bandets inriktning skulle komma att ändras många gånger inom det följande årtiondet när Megadeth försökte slå sina rivaler Metallica genom att tona ner thrash-influenserna och på så sätt vinna acceptans hos den stora publiken som ett melodiöst metalband, något som skulle göra många tidiga fans bittra då de sett Megadeth som en ledande förespråkare för thrash metal.
1990 visade Megadeth dock ännu inga tecken på förändring. Bandets fjärde album, Rust in Peace, är fortfarande ansett av många som det mest tekniskt sofistikerade och nydanande speed-/thrash-metal-albumet genom alla tider. Megadeths karaktäristiska brännande och nihilistiska texter samt råa, snabba thrash-metal-ackord blev till slut fångade med en klar, precis produktion, som tillät alla nyanser från Mustaines gitarrkompositioner att bli hörda. Mycket likt Metallicas ...And Justice For All två år tidigare, visade Rust in Peace en hög nivå av teknisk komplexitet med en antydan av progressiv metal. Förutom Mustaine låg även den nye gitarristen Marty Friedman till stor del bakom de lyckade kompositionerna. Friedman hade tidigare spelat nyklassisk metal och var inspirerad av österländsk musik. Hans gitarrsolon på albumet gav honom rykte som en mycket talangfull gitarrist. Rust in Peace blev en stor kommersiell framgång, vann många utmärkelser och nominerades till ännu fler.
1990 och 1991 begav sig bandet ut på stora turnéer tillsammans med bland annat Slayer, Testament, Suicidal Tendencies, Judas Priest, Alice in Chains och Anthrax. Som ett tecken på bandets ökade popularitet, och det faktum att bandets namn nu allmänt associerades med rå hårdrock, även om själva musiken kanske inte var känd för den stora allmänheten, började filmmakare anlita Megadeth för att skapa låtar till soundtracks. Låten Go to hell fanns med på filmmusiken till Bill och Teds galna mardrömsresa, en film om två unga hårdrockare som innehåller många referenser till Megadeth. Bandet gav även ut en videokassett, Rusted Pieces, som innehöll sex musikvideor och en intervju.
I januari 1992 började Megadeth spela in sitt femte album Countdown to Extinction. Producenten Max Norman ville göra musiken mera kommersiellt gångbar och fick ett stort inflytande över produktionen. Albumet släpptes i juli samma år och innehöll enklare sångstrukturer, trallvänliga refränger och hade sången i centrum, samma steg som Metallica hade tagit på det elva månader tidigare släppta The Black Album, vilket hade fått finansiell framgång. Countdown to Extinction blev en omedelbar succé och nådde andra plats på Billboards albumlista samt sålde multi-platina. Mustaine själv har sagt att han mätte sina framtida succéer mot dem med Countdown. Mustaine och resten av bandmedlemmarna var ändå frustrerade eftersom Billy Ray Cyrus höll dem utanför Billboardlistans första plats med Achy Breaky Heart. Liksom det förra albumet nominerades detta album till, och vann många utmärkelser. Megadeth turnerade från december 1992 för att stödja albumet, tillsammans med bland annat Pantera och Stone Temple Pilots. Ett antal konserter fick dock ställas in på grund av att Mustaine fick ett återfall av drogmissbruk. 1993 turnerade Megadeth också tillsammans med Metallica, för första gången på 10 år.

### Ny riktning
Följande album, Youthanasia, började spelas in 1994 i Phoenix, Arizona, återigen med Max Norman som producent. Arizona var Mustaines hemstat och tre bandmedlemmar bodde även där vid denna tid. Max Norman förespråkade ett långsammare, mera kommersiellt gångbart sound med större fokus på sången och albumet följde således den väg som hade inletts med Countdown. Bandet anlitade till och med modefotografen Richard Avedon, som gav bandet ett mera stilrent utseende istället för jeans och t-tröjor. Albumet släpptes 1 november 1994, och blev genast en stor succé med bland annat en fjärde plats på Billboard-listan. För många fans var dock det nya tempot alltför långsamt, även om Megadeth hade behållit musikens heavy metal-kärna.
Det politiska budskapet hade tonats ned på detta album, men singeln A Tout Le Monde blev ändå kontroversiell, eftersom MTV trodde att den förespråkade självmord. Videon spelades därför inte på musikkanalen. Train of Consequences släpptes även som singel. Albumets efterföljande turné kom att bli Megadeths hittills längsta. Den inleddes i november 1994 tillsammans med bland annat Corrosíon of Conformity, Flotsam and Jetsam, Korn och Fear Factory och räckte 11 månader. Turnén kulminerade med ett Monsters of Rock-framträdande i Brasilien tillsammans med Alice Cooper och Ozzy Osbourne.
1995 släpptes också samlingsalbumet Hidden Treasures som innehöll alla låtar av Megadeth som inte funnits med på de vanliga albumen, till exempel låtar från filmer. Albumet släpptes först som en bonusskiva till en specialutgåva av Hidden Treasures, men på grund av efterfrågan utgavs det senare som ett eget album. Albumet blev mycket uppskattat av fans och innehåller bland annat Angry Again som ofta spelas live. Dave Mustaine gav även ut ett album med sitt sidoprojekt MD.45, titulerat The Craving, 1996. MD.45 skiljde sig från Megadeth genom att vara mera punkigt, då Mustaine delvis hade tröttnat på den riktning Megadeth hade tagit. The Craving uppnådde dock inga framgångar och hela projektet MD.45 övergavs snabbt.
Megadeth började producera sitt nästa album Cryptic Writings i september 1996. Bandet hade anställt Bud Prager som "creative manager" och han kom, liksom sin föregångare Max Norman, att föra bandets musik in på ett ännu mera kommersiellt gångbart territorium. Pragers inflytande över albumet blev mycket stort. Cryptic Writings utgavs i juni 1997 och blev även den en kommersiell framgång med bland annat tionde plats på Billboard. Låten Trust kom också att bli bandets största listhit. Albumet fick blandad kritik och fansens reaktioner varierade. Vissa låtar var snabba och aggressiva medan andra var mera melodiska och radiovänliga. Megadeth började turnera sommaren 1997 med bland andra The Misfits.
Megadeth turnerade igen 1998 som deltagare i Ozzfest. Nick Menza lämnade bandet mitt i turnén på grund av en tumör i knät som krävde operation. Han kom att ersättas permanent av Jimmy DeGrasso, enligt Mustaine eftersom Menza "ljugit att han hade cancer".
Popinfluenserna nådde sitt klimax på nästkommande album Risk, 1999, vilket mötte sviktande försäljningsframgångar. Bud Prager var manager på nytt, men nu hade även countrypop-producenten Dann Huff anställts. Prager övertygade Mustaine att ge Huff ett stort inflytande över produktionen, och bandets kontroll över slutprodukten blev mycket mindre än under tidigare skivinspelningar. Mustaine erkände senare att det var ett misstag. Albumet gillades varken av kritiker eller fans och sålde dåligt. Som orsak till sin eftergivenhet uppgav Mustaine att han efter framgången med Cryptic Writings blev lockad att ytterligare minska på metal-elementen till förmån för lättare, mera radiovänlig rock.
För att stödja albumet gav sig Megadeth ut på en världsturné i september 1999, tillsammans med bland andra Iron Maiden. Under turnén meddelade Marty Friedman att han ville lämna bandet, eftersom han hade en annan åsikt än Mustaine om bandets musik. Mustaine påstod senare att då han insisterade på att bandet inför nästa album måste gå tillbaka till sina rötter i thrash metal, lämnade Friedman bandet. Friedman ersattes av Al Pitrelli. Bandet fortsatte att turnera våren 2000 tillsammans med Anthrax och Mötley Crüe under Maximum Rock-turnén.

### Återgång till thrash metal
I oktober 2000 valde Megadeth att avsluta sitt kontrakt med Capitol Records, efter 14 års samarbete. Skivbolaget gav tillbaka några låtar som hade spelats in tidigare under året, och i utbyte släpptes ett samlingsalbum, Capitol Punishment: The Megadeth Years, av Capitol Records (ordleken i titeln var en avsedd pik mot skivbolaget). Denna samling inkluderade två nya låtar, Dread and the Fugitive Mind och Kill the King, som de enligt sitt kontrakt var skyldiga att ge till Capitol. Både dessa låtar var ett tecken på att bandet var på väg tillbaka till sina rötter i thrash metal. Samlingsalbumets fokus låg dock främst på bandets lättare utgåvor från 1990-talet snarare än de tyngre klassikerna från 1980-talet.
Redan i november 2000 undertecknade Megadeth ett kontrakt med Sanctuary Records. Bandet började slutföra sitt nya album The World Needs a Hero som släpptes 15 maj 2001. Albumet uppskattades av många fans för sitt gedigna metalsound, och vissa kritiker ansåg att det levde upp till förväntningarna. Prager hade fått sparken som producent och Mustaine producerade själv albumet. Låten Moto-Psycho släpptes som singel.
Bandet turnerade sommaren 2001 tillsammans med AC/DC, Iced Earth och Endo för att stödja albumet, men turnén fick avbrytas på hösten på grund av 11 september-attackerna. Även en konsert i Argentina som enligt planerna skulle filmas och ges ut på DVD fick ställas in. Istället gav bandet två konserter i Arizona i november som gavs ut som albumet Rude Awakening. I februari 2002 omarbetade Mustaine bandets första album Killing Is My Business... And Business Is Good! och gav ut det med mycket förbättrad ljudkvalitet.

### Upplösning
I januari 2002 togs Mustaine in på sjukhus på grund av njursten. Som en följd av den morfinbehandling han nu fick drabbades han av ett återfall till sitt tidigare drogmissbruk, men han skrev genast in sig på vårdhem i Texas. Under vårdtiden råkade han ut för en olycka - han somnade med sin vänstra arm bakom en stol och belastade en nerv i armen så mycket att den skadades allvarligt. Han fick diagnosen "lesion av nervus radialis" (ICD-10: G56.3), och kunde varken sträcka ut eller knyta ihop sin vänstra näve. Som en följd av denna skada, som fullständigt hindrade honom att spela gitarr, meddelade Mustaine den 3 april 2002 i ett pressmeddelande att Megadeth upplösts. Denna händelse såg ut att bli slutet på bandets nästan 20-åriga karriär. Under de följande fyra månaderna genomgick Mustaine intensiv sjukgymnastik. Så småningom lärde sig Mustaine att använda sin vänstra hand på nytt.
Trots upplösningen släppte Megadeth ett samlingsalbum, titulerat Still Alive... And Well?, dock endast för att uppfylla sina skyldigheter gentemot skivbolaget. Detta album bestod av live-låtar från samma konsert som givits ut som albumet Rude Awakening, men innehöll också de bästa låtarna från det senaste studioalbumet The World Needs a Hero. Vissa av live-låtarna fanns även med på Rude Awakening, och skiljde sig i övrigt inte nämnvärt från originalversionerna, så albumet gav fansen minimalt med mervärde. Kritiker och fans uppskattade den fyndiga albumtiteln, men ansåg att albumet i övrigt inte hade någon egentlig poäng. Bland annat höjdes röster för att Megadeths diskografi skulle blir lika svårförståelig som till exempel Motörheads om bandet skulle börja ge ut flera omotiverade samlingsalbum, endast med syfte att sälja.
Medan Mustaine återhämtade sig skrev han material till ett soloalbum. Albumet började spelas in i oktober 2003 med sessionsmusikerna Vinnie Colaiuta och Jimmy Sloas, men projektet lades på is då Mustaine gick med på att ge ut de åtta album som givits ut hos Capitol records på nytt, med förbättrad ljudkvalitet. Detta projekt blev slutfört i augusti 2004. På de nya albumen återgavs många låtar såsom de ursprungligen var tänkta, till exempel med längre intron som hade klippts bort på originalutgåvorna. Dessutom var ljudkvaliteten drastiskt förbättrad och som bonus fanns demo-versioner och remixar av kända låtar med.

### Megadeth uppstår igen

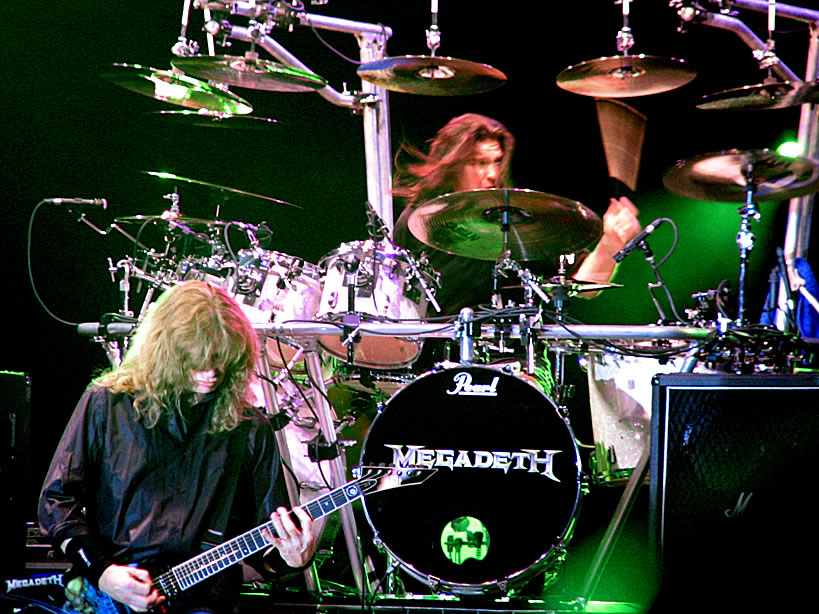
Megadeth under en konsert i Bukarest den 15 juni 2005

I maj 2004 ville Mustaine fortsätta inspelningen av sitt soloalbum, men på grund av kopplingar till skivbolaget EMI i Europa var Mustaine av kontraktskäl tvungen att ge ut ännu ett album under namnet Megadeth. Mustaine kontaktade nu de tidigare bandmedlemmarna och erbjöd dem att hjälpa honom spela in albumet, dock utan större framgång. Trummisen Nick Menza ställde upp, men Mustaine kunde inte komma överens med David Ellefson eller Marty Friedman. Ellefson stod nu för första gången utanför Megadeth och förhållandet mellan denne och Mustaine var inte helt problemfritt. Situationen ledde till en konflikt och Ellefson stämde Megadeth (se kontroverser nedan). Sessionsmusikerna Vinnie Colaiuta och Jimmy Sloas fick fortsätta, medan Chris Poland nu gjorde comeback som sologitarrist. Albumet spelades in, fick titeln The System Has Failed och gavs ut 14 september 2004. Albumet debuterade på 18:e plats på Billboardlistan, och mottogs med mestadels positiva recensioner från kritikerna, sett som en återkomst till bandets gyllene dagar i slutet av 1980-talet och början av 1990-talet.
I oktober 2004 påbörjade Megadeth en ny världsturné med namnet Blackmail the Universe. Som basist anlitades nu James MacDonough (tidigare Iced Earth) och som gitarrist Glen Drover (Eidolon, King Diamond). Nick Menza lämnade också bandet inför turnén eftersom han inte var beredd på de fysiska påfrestningar den skulle innebära. Menza ersattes av Shawn Drover som tidigare också spelat i bandet Eidolon tillsammans med sin bror Glen.
I juni 2005 släppte Megadeths gamla skivbolag Capitol Records ett nytt samlingsalbum, Greatest Hits: Back to the Start, istället för Capitol Punishment som sålts ut. Albumet kom att fokusera mera på Megadeths tidigare karriär än det förra samlingsalbumet.
Sommaren 2005 organiserade Dave Mustaine en stor heavy metal-festivalturné, kallad Gigantour. Megadeth uppträdde där tillsammans med bland andra Dream Theater, Anthrax, Fear Factory, Dillinger Escape Plan, Nevermore, Life of Agony, Symphony X, Dry Kill Logic och Bobaflex. Konserter i Montréal och Vancouver filmades och gavs senare (sommaren 2006) ut på DVD. Efter framgångarna med The System Has Failed och de stora turnéerna meddelade Mustaine under en konsert i Buenos Aires, Argentina att Megadeth skulle fortsätta spela in album och turnera. Konserten gavs ut som DVD med namnet That One Night: Live in Buenos Aires i mars 2007. I mars 2006 gav också Capitol Records ut en DVD, Arsenal of Megadeth, som innehöll bland annat liveuppträdanden, intervjuer och musikvideon.
Under första kvartalet 2006 ersattes basisten James MacDonough av James LoMenzo som tidigare spelat med bland annat David Lee Roth, White Lion och Black Label Society.
Den 15 maj 2007 utgavs Megadeths elfte studioalbum, United Abominations. Det skulle från början släppas i oktober 2006 hos skivbolaget Roadrunner Records, men Mustaine ville ha mera tid att finslipa albumet. Albumet innehöll en nyinspelad version av A Tout Le Monde, tillika första singel, i duett med Lacuna Coils sångerska Cristina Scabbia samt tio helt nya låtar. Albumet fick ett mycket varmt mottagande med en åttonde plats på Billboard-listan, Megadeths bästa placering sedan Youthanasias fjärde plats 1994. Albumets bästa placering var andra plats på listan över sålda album i Finland. Även kritiker gillade albumet och såg det som en god fortsättning på Megadeths återgång till thrash metal, men ändå modernt och präglat av nytänkande, samt mera finslipat än det förra albumet The System Has Failed. Låttexterna var de mest politiskt laddade någonsin. Megadeth turnerade sommaren 2007 med bland annat det nybildade Heaven and Hell.
Den 13 januari 2008 bekräftade Dave Mustaine att Megadeths dåvarande gitarrist Glen Drover lämnat bandet för att koncentrera sig på sin uppgift som familjefar, och kom att ersättas av Chris Broderick, tidigare gitarrist för heavy metal-banden Nevermore och Jag Panzer. I september 2009 utgavs Megadeths tolfte studioalbum, Endgame, innehållande singeln Head Crusher. Albumet debuterade som nia på Billboard 200-listan i USA och blev det första albumet som Broderick medverkade på.

### 2010 och framåt
Den 8 februari 2010 kom beskedet att David Ellefson skulle komma tillbaka till Megadeth. Detta betydde att James Lomenzo tvingades sluta. Våren 2011 tillkännagav Dave Mustaine att bandet ska ge ut ett nytt album under 2012. Titeln avslöjades senare av webbplatsen Blabbermouth.net som Thirteen (stiliserat TH1RT3EN), med utgivning redan i november 2011. I slutet av 2014 lämnade Chris Broderick och Shawn Drover bandet men Dave Mustaine sade att fansen ändå kunde vänta sig ett nytt album. 2015 gick Chris Adler och Kiko Loureiro med i bandet och den 22 januari 2016 släpptes bandets femtonde studioalbum, Dystopia. 2017 vann bandet en Grammy i kategorin "Best Metal Performance" för låten "Dystopia" från albumet. 
Chris Adler som också spelade i Lamb of God lämnade Megadeth 2016 av schemaskäl och ersattes av Dirk Verbeuren från Soilwork. 
Den 24 maj 2021 meddelades på bandets officiella Facebook-konto att David Ellefson och Megadeth gått skilda vägar. Orsaken antyddes vara ansträngda personliga relationer inom bandet och en kontrovers som Ellefson var involverad i.
I maj 2022 bekräftades James LoMenzos återkomst till bandet som ordinarie basists.
Den 2 september 2022 släpptes Megadeths sextonde studioalbum The Sick, the Dying... and the Dead!. Detta album var det första Megadeth-album med Dirk Verbeuren som trummis. Albumet nådde upp till en tredjeplats på Billboard 200.

## Genre och teman
Megadeth är ett av de viktigaste banden inom thrash metal, den tyngre och snabbare variant av heavy metal som uppkom under 1980-talet. Thrashen skilde sig skarpt från den glada och lättsmälta så kallade hair metal som dominerade det sena 1980-talets hårdrocksvärld (inte minst i USA), och namnet Megadeth kom snabbt att associeras med grym och brutal hårdrock. Även om själva musiken inte är bekant för den stora allmänheten nämns Megadeth ofta i filmer och skönlitteratur för att beskriva metal av det tyngre slaget, på grund av de associationer som namnet väcker. Megadeth har också fått i uppdrag att göra musik till många filmer. Det bästa exemplet är kanske Bill och Teds galna mardrömsresa, där filmens huvudpersoner, två unga hårdrockare, också beskrivs som Megadeth-fans. Andra filmer där musik av Megadeth förekommer är Shocker, Den siste actionhjälten, Demon Knight, Super Mario Bros. och Universal Soldier - Återkomsten. Även många spel innehåller musik av bandet.
Megadeth räknas till ett av thrashens fyra stora grupper (The Big Four of Thrash), tillsammans med Metallica, Slayer och Anthrax. Av dessa är det endast Metallica som har sålt flera album. På grund av bandets ursprung i Kalifornien räknas de till scenen "Bay Area thrash". Megadeths musik kännetecknades redan tidigt av ett högt tempo, varför musiken ofta klassades som "speed metal". Megadeth utmärkte sig även genom att satsa på teknisk färdighet, såsom avancerade gitarrsolon, och även innovativa låtstrukturer. Dave Mustaine hade från början inte tänkt bli bandets sångare, men hans arga röst som förstärker musikens aggressivitet har blivit ett kännetecken för Megadeth. Även om bandet under en period på 1990-talet övergick till lättare hårdrock, behöll albumen den aggressiva, cyniska och nihilistiska tonen.
Tidigt i karriären kritiserades Mustaine för att var en dålig låtskrivare, men hans kontroversiella, ofta politiska eller mycket personliga låttexter har också blivit ett kännetecken för bandets musik. Vanliga teman är krig, miljöförstörelse, diktaturer, drogmissbruk, personliga kriser och Mustaines konflikter med olika personer.

## Kontroverser
Dave Mustaine är känd för sina konflikter med både nuvarande och tidigare bandmedlemmar samt med andra band inom thrash metal. Mest känd är Mustaines långa konflikt med Metallica, speciellt dess ledande medlemmar Lars Ulrich och James Hetfield, från början beroende på att Mustaine blev sparkad från Metallica.
I juli 2004 lämnade David Ellefson in en stämningsansökan mot sitt gamla band till New Yorks federala domstol på 18,5 miljoner dollar eftersom han påstod att han var förtjänt av en större del av bandets förtjänster. Han påstod även att Mustaine lovat att överföra namnet Megadeth till honom vid splittringen, men sedan inte fullföljt den överenskommelsen. I januari 2005 avslog domstolen ansökan och lade ner målet när de upptäckte att Ellefson hade förbrukat sin rätt i och med en uppgörelse i maj 2002 med bandet. Ellefson påstod själv att han i sista stund hade dragit sig ur den uppgörelsen. Megadeth och Mustaine svarade med att skicka en stämning mot Ellefson för att ha brutit mot gällande avtal. Denna stämning, som är avlagd i delstaten Kaliforniens domstol, ledde inte till fällande dom, utan parterna kom överens genom en förlikning.

## Medlemmar

### Nuvarande medlemmar
- Dave Mustaine – sång, gitarr (1983–2002, 2004–)
- Kiko Loureiro – sologitarr (2015–)[31]
- Dirk Verbeuren – trummor (2016–)
- James LoMenzo (2006–2010, 2022–)

### Tidigare medlemmar
Sångare
- Lor Kain (1983)

Gitarrister
- Greg Handevidt (1983–1984)
- Kerry King (1984) (inhoppare)
- Chris Poland (1984–1985, 1985–1987) (Kort återkomst 1989 samt 2004 som studiomusiker på "The System Has Failed")
- Mike Albert (1985) (inhoppare)
- Jay Reynolds (1987)
- Jeff Young (1987–1989)
- Marty Friedman (1990–1999)
- Al Pitrelli (2000–2002)
- Glen Drover (2004–2008)
- Chris Broderick (2008–2014)

Basister
- Matt Kisselstein (1983)
- Jimmy Lee Sloas (2004) (studiomusiker)
- James MacDonough (2004–2006)
- David Ellefson – basgitarr, bakgrundssång (1983–2002, 2010–2021)

Trummisar
- Richard Girod (1983)
- Dijon Carruthers (1983–1984)
- Lee Rausch (1984)
- Gar Samuelson (1984–1987)
- Chuck Behler (1987–1988)
- Nick Menza (1989-1998) (kort återkomst 2004)
- Brian Howe (1998) (studiomusiker)
- Jimmy DeGrasso 1998-2002
- Vinnie Colaiuta (2004) (studiomusiker)
- Shawn Drover (2004–2014)
- Chris Adler (2015–2016)

## Diskografi
Studioalbum
- 1985 – Killing Is My Business... And Business Is Good!
- 1986 – Peace Sells... But Who's Buying?
- 1988 – So Far, So Good... So What!
- 1990 – Rust in Peace
- 1992 – Countdown to Extinction
- 1994 – Youthanasia
- 1997 – Cryptic Writings
- 1999 – Risk
- 2001 – The World Needs a Hero
- 2004 – The System Has Failed
- 2007 – United Abominations
- 2009 – Endgame
- 2011 – Thirteen
- 2013 – Super Collider
- 2016 – Dystopia
- 2022 – The Sick, the Dying... and the Dead!